# St. Ulrich im Mühlkreis
St. Ulrich im Mühlkreis (auch Sankt Ulrich im Mühlkreis) ist eine Gemeinde in Oberösterreich im Bezirk Rohrbach im oberen Mühlviertel mit 714 Einwohnern (Stand 1. Jänner 2024). Die Gemeinde liegt im Gerichtsbezirk Rohrbach.

## Geografie
Der Ort St. Ulrich im Mühlkreis liegt auf 622 Meter Höhe, Bairach liegt 520 Meter und Simaden 688 Meter über dem Meer. Die wichtigsten Gewässer sind der Bairachbach, der nach Norden fließt und später in die Große Mühl mündet, und der Pesenbach, der mit dem Anzenbach nach Süden fließt und später in die Donau entwässert. Die Ausdehnung beträgt von Nord nach Süd 6 und von West nach Ost 4,8 Kilometer.
Die Gemeinde hat eine Fläche von 15,36 Quadratkilometer. Davon sind siebzig Prozent bewaldet, ein Viertel wird landwirtschaftlich genutzt.

### Ortsteile
Das Gemeindegebiet umfasst folgende Ortschaften (in Klammern Einwohnerzahl Stand 1. Jänner 2024):
- Bairach (37)
- Baumgartsau (17)
- Hötzeneck (95)
- Pehersdorf (99)
- Sankt Ulrich im Mühlkreis (387)
- Simaden (79)

### Nachbargemeinden
| Neufelden              |                                             | St. Peter am Wimberg  |
| Kleinzell im Mühlkreis | Kompassrose, die auf Nachbargemeinden zeigt | St. Johann am Wimberg |
|                        | Niederwaldkirchen                           |                       |

## Geschichte

### Ortsgeschichte
Ursprünglich unter der Lehnshoheit der Passauer Bischöfe, war der Ort Stammsitz des regional bedeutenden Geschlechts der Schallenberger. Die erste urkundliche Erwähnung erfolgte im Jahr 1186. 1427 wurde die örtliche Wasserburg bei den Hussiteneinfällen ins Mühlviertel zerstört, woraufhin die Schallenberger neben den Burgruinen ein neues Schloss, die heutige Hoftaverne, erbauten. Es war bis 1660 in ihrem Besitz. Von der Burg sind bis auf Reste der ehemaligen Burgkapelle keine Spuren mehr erhalten.
Zum Schloss der Schallenberger gehörte auch eine Kirche, die ebenfalls 1427 zerstört wurde. Sie wird erst 1482 unter Bernhard von Schallenberg wieder errichtet. Mit der Josefinischen Kirchenreform wird die Kirche 1786 geschlossen. Im Jahr 1870 wird das Langhaus abgetragen, der gotische Chor wird mit einer Mauer abgeschlossen und mit zwei Pfeilern gestützt. Das Bauwerk ist die heute noch erhaltene Ulrichskapelle.
Während der Napoleonischen Kriege wurde der Ort mehrfach u. a. von Bayern besetzt. Seit 1814 gehört der Ort endgültig zu Oberösterreich.
Nach dem Anschluss Österreichs an das Deutsche Reich am 13. März 1938 gehörte der Ort zum Gau Oberdonau. 1945 erfolgte die Wiederherstellung Oberösterreichs.
Ursprünglich war die Gemeinde ab 1850 Teil des Gerichtsbezirks Neufelden, nach dessen Auflösung wurde sie jedoch per 1. Jänner 2003 dem Gerichtsbezirk Rohrbach zugeschlagen.
Seit 1. Jänner 2012 hat die Gemeinde die neue, einheitliche Postleitzahl „4116“, in der Ortschaft St. Ulrich und einem Teil von Bairach wurden Straßenbezeichnungen eingeführt.

### Einwohnerentwicklung
1991 hatte die Gemeinde laut Volkszählung 564 Einwohner. Da sowohl die Geburtenbilanz als auch die Wanderungsbilanz positiv waren, stieg die Bevölkerungszahl bis 2001 auf 602 und bis 2011 auf 673 Einwohner.

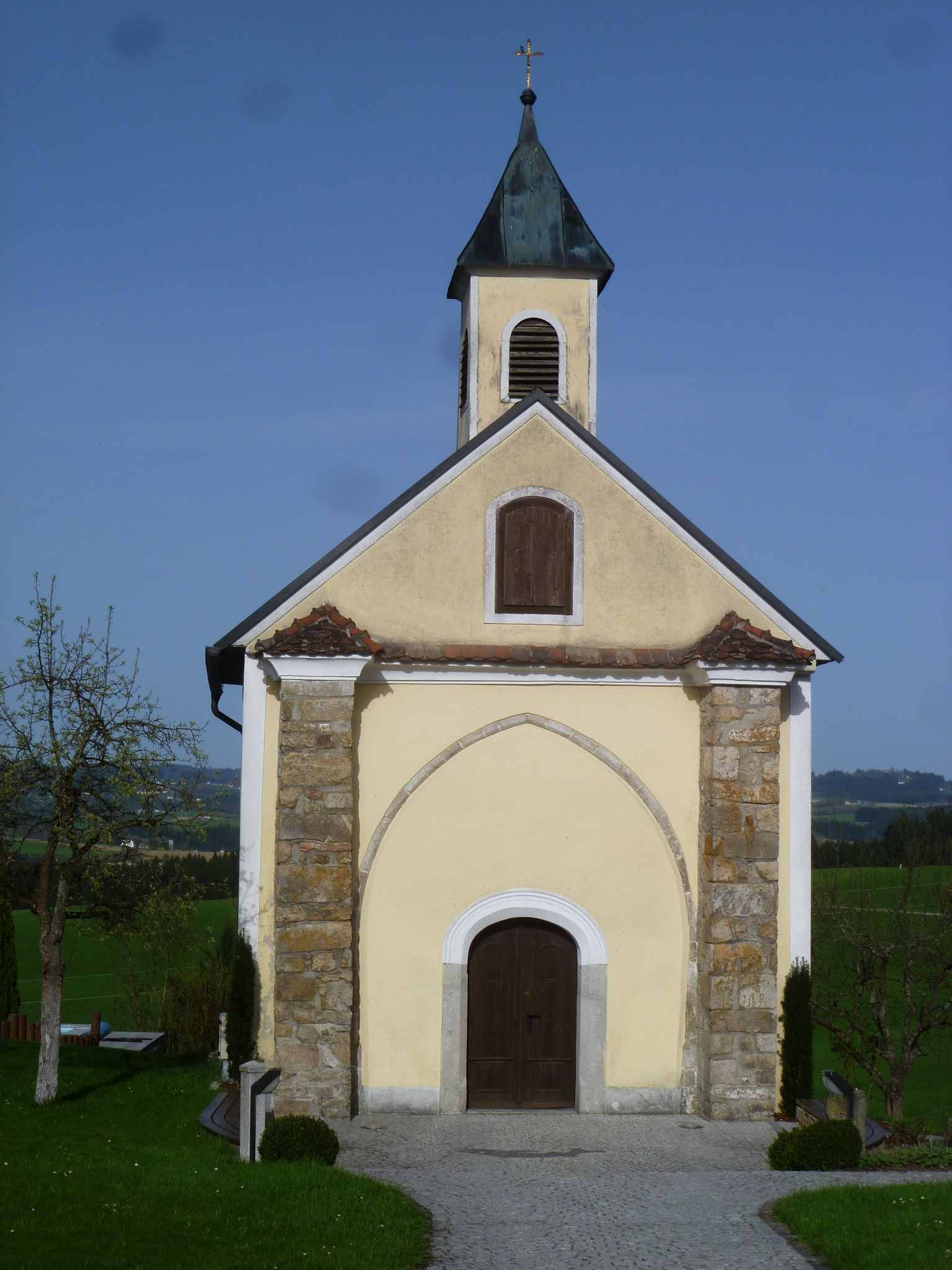
Ortskapelle hl. Ulrich

## Kultur und Sehenswürdigkeiten
- Dorfkapelle: Die heutige Dorfkapelle von St. Ulrich wurde auf den Resten der ehemaligen Burgkapelle aufgebaut. Diese wurde – wie die Burg – im 12. Jahrhundert errichtet, und ebenso 1427 zerstört. 1482 wurde sie wieder instand gesetzt. Unter Joseph II. wurde die Kirche im Jahre 1786 profaniert. Im Jahre 1870 wurde das Langhaus der Kirche abgebrochen. Der Chor bildet seither die bestehende Dorfkapelle.

## Wirtschaft und Infrastruktur
Von besonderer Bedeutung für St. Ulrich im Mühlkreis ist der Hopfenanbau, was sich auch darin zeigt, dass Mitte August 2005 das „Mühlviertler Hopfenland“, eine Hopfenerlebniswelt, entstand.

## Politik

### Gemeinderat
Der Gemeinderat besteht aus 13 Mandataren.
| Partei | 2021    | 2021    | 2015    | 2015    | 2009  | 2009    | 2003  | 2003    | 1997  | 1997    |
| Partei | Prozent | Mandate | Prozent | Mandate | %     | Mandate | %     | Mandate | %     | Mandate |
| ------ | ------- | ------- | ------- | ------- | ----- | ------- | ----- | ------- | ----- | ------- |
| ÖVP    | 68,01   | 9       | 80,57   | 11      | 77,36 | 10      | 77,17 | 10      | 84,66 | 11      |
| FPÖ    | 17,54   | 2       |         |         |       |         |       |         |       |         |
| SPÖ    | 14,45   | 2       | 19,43   | 2       | 22,64 | 3       | 22,83 | 3       | 15,34 | 2       |

### Bürgermeister
Bürgermeister seit 1850 waren:
- 1850–1855 Josef Peherstorfer
- 1855–1860 Simon Hartl
- 1860–1870 Mathias Leibetseder
- 1870–1900 Johann Leitner
- 1900–1930 Josef Pichler
- 1930–1933 Georg Hofer
- 1933–1938 Johann Wakolbinger
- 1938–1945 Franz Stadlbauer
- 1945–1955 Johann Loizenbauer
- 1955–1978 Gilbert Hofer
- 1978–1996 Franz Kobler
- seit 1996 Alfred Allerstorfer

### Wappen
Blasonierung: Geteilt; oben in Gold ein roter, gekrönter, schwarz bewehrter, wachsender Löwe, unten in Schwarz ein goldener, aufwärts gebogener Fisch. Die Gemeindefarben sind Gelb-Rot.
Der Löwe stammt aus dem Wappen der Schallenberger, die in St. Ulrich ihren Stammsitz hatten. Der Fisch symbolisiert den hl. Ulrich, den Namensgeber der Gemeinde.

## Persönlichkeiten

### Söhne und Töchter der Gemeinde
- Silvia Maleen (* 1979), Schauspielerin

### Mit der Gemeinde verbundene Persönlichkeiten
- Poxrucker Sisters, Musikerinnen